# Ichthyurus silentvalleyensis
Ichthyurus silentvalleyensis is een keversoort uit de familie soldaatjes (Cantharidae). De wetenschappelijke naam van de soort werd in 1986 gepubliceerd door Gervase Frederick Mathew & Rao.